# Janusz Dworak
Janusz Dworak (ur. 27 sierpnia 1935 w Warszawie) – polski dyplomata; ambasador RP w Kuwejcie (1991–1994).

## Życiorys
Janusz Dworak ukończył Moskiewski Państwowy Instytut Stosunków Międzynarodowych. Od 1964 pracownik służby dyplomatyczno-konsularnej Ministerstwa Spraw Zagranicznych. W latach 1986–1988 doradca ministra. Od 25 lipca 1991 do 1994 ambasador RP w Kuwejcie. Po irackiej agresji, przeniósł się wraz z władzami Kuwejtu do Rijadu. 